# Platonax maculata
Platonax maculata är en insektsart som beskrevs av Metcalf 1938. Platonax maculata ingår i släktet Platonax och familjen Derbidae. Inga underarter finns listade i Catalogue of Life.